# Trochocyathus fossulus
Trochocyathus fossulus är en korallart som beskrevs av Stephen D. Cairns 1979. Trochocyathus fossulus ingår i släktet Trochocyathus och familjen Caryophylliidae. Inga underarter finns listade i Catalogue of Life.